# Rudolf Baláž
Rudolf Baláž (20. listopadu 1940 Nevoľné – 27. července 2011 Banská Bystrica) byl diecézní biskup banskobystrické římskokatolické diecéze.

## Život
V letech 1958 až 1963 studoval na Římskokatolické cyrilometodějské bohoslovecké fakultě v Bratislavě. Kněžské svěcení přijal dne 29. června 1963. Od roku 1963 do roku 1970 působil jako kaplan v různých farnostech. V roce 1970 byl jmenován správcem farnosti v Pitelové, ale už v následujícím roce mu státní režim odebral souhlas vykonávat kněžské povolání a až do roku 1982 pracoval jako dělník. V tomto období zorganizoval ve své rodné obci stavbu nového kostela. V roce 1982 sa vrátil k pastoraci jako správce farnosti Turčiansky Peter, kde působil až do roku 1990, kdy byl 14. února jmenován diecézním biskupem banskobystrické římskokatolické diecéze.
V letech 1994 až 2000 byl předsedou Konference biskupů Slovenska.